# Aphérèse en français
Pour les articles homonymes, voir Aphérèse.
L’aphérèse (substantif féminin) constitue un  procédé connu du français familier qui consiste à retrancher une ou plusieurs syllabes ou bien une ou plusieurs lettres au commencement d’un mot. L’aphérèse est moins utilisée que l’apocope. 
L’évolution du français a donné lieu à des phénomènes proches de l’aphérèse. Ainsi le mot âge remontant au latin *aetaticum, en passant par l’ancien français eage puis aage a été pour ainsi dire « mangé » par le suffixe (-age remonte à -aticum). Quant à ma mie il s’agit d'une mécoupure : m’amie correspondant au français moderne mon amie. Moniale est une véritable aphérèse, issue du latin médiéval sanctimonialis usité dans l'expression sanctimonialis virgo.
Il existe nombre de diminutifs de prénoms parfois devenus des patronymes , ce qui atteste l'ancienneté du procédé :
Bastien (pour Sébastien), 
Colas (pour Nicolas), 
Drian (pour Adrian, forme méridionale d'Adrien),
Sandre (pour Alexandre) ou
Toine (pour Antoine).
Sandrine (pour Alexandrine) est devenu un prénom distinct en français.
Le patronyme Vasseur continue une forme courte de vavasseur : l’aphérèse se confond ici avec une haplologie.
On trouve aussi une aphérèse dans d'autres types de noms propres.
Les Cadiens (ou Cajuns) sont des Acadiens exilés. 
Pamiers (Ariège) tient son nom d’Apamée (Syrie).
Clermont-Ferrand pour Clermont-Montferrand  du fait de la réunion de 1630 : Ferrand a subi une aphérèse et le tout une syncope se confondant avec une haplologie.
Le toponyme Salonique (pour Thessalonique) est toujours usité en français. 
Le nom de la Guyenne remonte au latin Aquitania tout comme celui de l’Aquitaine (une forme plus savante).  
Les Pouilles (ou la Pouille) correspondent à l'antique Apulie (Apulia en latin).
Termes devenu courants :
bus (pour omnibus ; aujourd'hui synonyme d’autobus),
car (pour autocar),
chandail (pour marchand d'ail !).
Le vocabulaire anglo-américain passé en français offre d'autres exemples, en particulier 
blog (pour weblog),
bot (issu de robot), 
burger (issu de hamburger), 
macadam (parfois usité pour tarmacadam formé de tar (goudron) et de macadam),
toon (issu de cartoon). 
Ou encore
scout (emprunté par l'anglais à l'ancien français (une) escoute) et 
sport (emprunté par l'anglais à l'ancien français desport).
Dans tous ces cas l’aphérèse s’est produite en anglais avant que le terme soit emprunté par le français : ce n’est pas toujours une syllabe inaccentuée (en anglais) qui a disparu (à en juger par robot/bot). Une actrice américaine a longtemps été appelée Liz Taylor avec son prénom Elizabeth réduit à seule syllabe accentuée (dans ce cas l’aphérèse est accompagnée d'une apocope). Lorsque le terme complet a lui aussi été emprunté par le français, l’aphérèse est bel et bien ressentie comme telle en français (par exemple dans le couple toon/cartoon).
Steak est mentionné comme un terme anglais dans le Petit Robert 2007 sans faire référence à une quelconque aphérèse ; en anglais beefsteak signifie « tranche (steak) de bœuf (beef) » (et prend en  français  la forme bifteck) et l'on peut employer steak au sens de « tranche de viande ». 
Parmi les termes familiers ou argotiques : 
binet (pour cabinet ; argot de l'École polytechnique : « salle de réunion » et aujourd'hui « club » ),
Bleau (pour forêt de Fontainebleau ; argot des sportifs, le « Groupe de Bleau » ou Bleausards notamment),
blème  (pour problème),
bone  (pour trombone),
cipal  (pour garde municipal),
la Cipale (pour vélodrome municipal),
droïde (pour androïde),
Ken (pour Heineken)[réf. nécessaire],
missaire (pour commissaire ; argot de l'École polytechnique), 
pitaine (pour capitaine ; argot militaire), 
Ricain ,(pour Américain), 
stratif (pour droit administratif ; argot étudiant)[réf. nécessaire],  
la Tentiaire (pour Administration pénitentiaire)[réf. nécessaire],
tiag (pour santiag),
le Topol (pour le boulevard de Sébastopol à Paris), 
touze,(pour partouze), 
trabendo (pour contrabendo ; français d’Algérie), 
zine (pour fanzine, mot lui-même fabriqué à partir de fan et de magazine),
etc. 
Parfois l’aphérèse s'accompagne d'un redoublement : zizique (pour musique) et zonzon (pour prison).
Par définition l'aphérèse ne se distingue pas forcément du verlan apocopé lui aussi très présent dans l’argot français contemporain. Touze peut ainsi être l’aphérèse de partouze ou l'apocope de touzepar, verlan de partouze. 
Le terme margis (pour maréchal des logis) s’explique par une syncope produite dans la locution (même si logis a subi une aphérèse). 
Des aphérèses se produisent lorsque le français est prononcé un peu vite : 
« ’jour » (pour « bonjour »),  
« ’soir » (pour « bonsoir »), 
« ’ci » pour « merci », 
« ’Coute voir ! » pour « Écoute voir ! », 
vous réduit au z de liaison (« Z’avez pas soif ? »), etc.
L'aphérèse se trouve également dans certaines régions ou accents[réf. nécessaire] comme le « pataouète » où la prononciation est très particulière :
- suppression du « v » en début de mot devant le son « oi » (« voi » devient « oi » , voire « wa »).

Par exemple : « voisin » → « oisin », parfois « wasin » lorsque le mot est accentué.
« Y a l'oisin qu'a changé d'oiture » (« oisin » pour « voisin » et « oiture » pour « voiture ») : il est à noter ici la forte marque d'oralité, notamment avec l'omission du pronom il (« y a » pour « il y a ») et les élisions du déterminant le (« l'oisin » pour « le voisin »).
L’aphérèse peut être symbolisée par une apostrophe (qui note normalement la seule élision en français) afin de bien la mettre en évidence lorsque l’on craint de ne pas être compris : « ’pitaine » pour « capitaine ». Mais écrire « les années ’80 » pour « les années 1980 » constitue un anglicisme typographique.